# Роберт Довер (вершник)
Роберт Довер (англ. Robert Dover, 7 червня 1956) — американський вершник.
Бронзовий призер Олімпійських Ігор 1992 (командна виїздка), 1996 (командна виїздка), 2000 (командна виїздка), 2004 (командна виїздка) років, учасник 1984, 1988 років.
Бронзовий призер Всесвітніх ігор з кінного спорту 1994 року в командній виїздці.